# ARTifariti
ARTifariti es el nombre de los Encuentros Internacionales de Arte y Derechos Humanos del Sahara Occidental, creados en 2007 por el Ministerio de Cultura de la República Árabe Saharaui Democrática (RASD) y la Asociación de Amistad con el Pueblo Saharaui de Sevilla (AAPSS).
El proyecto ARTifariti es una iniciativa cultural que comenzó en 2007 en los territorios ocupados del Sahara Occidental, una región en disputa entre Marruecos y el Frente Polisario, que lucha por la independencia del pueblo saharaui. ARTifariti busca promover la paz, la justicia y la autodeterminación del pueblo saharaui a través del arte. La palabra ARTifariti proviene de la mezcla de las palabras “arte” y “Sahara” en árabe, reflejando su conexión con la cultura saharaui y la intención de usar el arte como un medio para expresar y sensibilizar sobre la situación del conflicto.
Orígenes y contexto
El proyecto nace en el contexto de un conflicto prolongado. Tras la retirada de España de la zona en 1975, Marruecos ocupó gran parte del Sahara Occidental, y el Frente Polisario proclamó la República Árabe Saharaui Democrática (RASD) y luchó por la independencia de la región. La situación, marcada por la falta de resolución del conflicto, las tensiones políticas y la difícil situación de los refugiados saharauis, da lugar a la creación de Artifariti como una forma de resistir y reivindicar los derechos del Pueblo Saharaui a través de expresiones culturales.
Objetivos
El principal objetivo de ARTifariti es crear un espacio en el que los artistas puedan reflexionar sobre la situación política y humanitaria del Sahara Occidental, contribuir al conocimiento del conflicto internacionalmente y fomentar el debate sobre la autodeterminación del Pueblo Saharaui. ARTifariti combina arte contemporáneo con sensibilización social, organizando Encuentros Internacionales de Arte y Derechos Humanos del Sahara Occidental, en Tinduf, Argelia, y en otras ciudades saharauis ocupadas.
Actividades y eventos
- Encuentros     internacionales de arte: ARTifariti organiza talleres,     exposiciones y actividades que reúnen a artistas de diferentes partes del     mundo y de diversas disciplinas (pintura, escultura, fotografía,     instalación, música, etc.), quienes colaboran y producen obras de arte     inspiradas en la situación del Sahara Occidental.
- Exposiciones     y sensibilización: Las obras creadas se exponen en diferentes países, lo que ayuda a     dar visibilidad al conflicto y a la lucha saharaui. A través de las     exposiciones, ARTifariti busca educar y sensibilizar al público     internacional sobre la causa saharaui y su derecho a la autodeterminación.
- Acciones     colaborativas y artísticas: Los artistas participantes realizan intervenciones     tanto en los campamentos de refugiados saharauis como en el espacio     público, transformando el arte en una herramienta de denuncia y     solidaridad.

Impacto y relevancia
A lo largo de los años, ARTifariti ha ganado visibilidad dentro y fuera del Sahara Occidental. Ha logrado crear redes de colaboración artística, sensibilizando a un público internacional sobre el conflicto saharaui y dado una plataforma a las voces que defienden la autodeterminación del Pueblo Saharaui. Además, ha fortalecido la identidad cultural del Pueblo Saharaui y ha mostrado cómo el arte puede ser una herramienta poderosa de resistencia pacífica.
Todo ello se ve reflejado en la participación y desarrollo de propuestas , desde su primera Edición en 2007, de artistas de muy diferentes nacionalidades o países, México, Estados Unidos Mozambique , Tanzania , Senegal, Japón, España, Canadá, Argentina, Irlanda, Inglaterra Alemania, etc…,así como de las más variadas modalidades artísticas.
Retos
ARTifariti enfrenta varios desafíos, incluidos los obstáculos impuestos por la ocupación marroquí y la situación actual de guerra abierta entre la R.A.S.D. y el ocupante marroquí, que limita las posibilidades de acceder a ciertas áreas del Sahara Occidental. Sin embargo, a pesar de estos desafíos, el proyecto sigue siendo una referencia importante para la cultura saharaui y el activismo pacífico a través del arte.
En resumen, ARTifariti es un proyecto que utiliza el arte como una herramienta de resistencia, solidaridad y visibilización internacional de la Causa Saharaui, luchando por un futuro de paz y autodeterminación para el pueblo del Sahara Occidental.